# Pedregal (político)
Antonio Ferreira Pedregal Filho, mais conhecido como Pedregal (Rio de Janeiro, 13 de junho de 1952) é um político do Rio de Janeiro.
Casado com a vereadora Nereide Pedregal, foi deputado estadual eleito em 2002 pelo PT do B. 
Em 2006, não obteve votos suficientes para a reeleição, e ocupa a suplência na legislatura 2007—2010. Tentou se eleger deputado federal em 2010 pelo Partido Trabalhista Nacional, obtendo a suplência.
Em 2007, concedeu a maior honraria do Estado do Rio de Janeiro, a Medalha Tiradentes, que homenageia pessoas que prestam bons serviços à população e ao país, ao vereador carioca Jairo Souza Santos Júnior (Solidariedade), conhecido como Dr. Jairinho, preso em 08 de abril de 2021 e que responde judicialmente pelos crimes de homicídio duplamente qualificado com emprego de tortura.